# Ahmed Husain
Ahmed Husain (11. siječnja 1999.) je bahreinski rukometaš. Nastupa za klub Al Tadamon i reprezentaciju Bahreina.
Natjecao se na Svjetskom prvenstvu u Danskoj i Njemačkoj 2019. gdje je reprezentacija Bahreina završila na 20. mjestu. 